# Dictyonella obtusa
Dictyonella obtusa är en svampdjursart som först beskrevs av Schmidt 1862.  Dictyonella obtusa ingår i släktet Dictyonella och familjen Dictyonellidae. Inga underarter finns listade i Catalogue of Life.